# ТЕЦ Щецин (EcoGenerator)
53°25′35″ пн. ш. 14°35′35″ сх. д. / 53.42639° пн. ш. 14.59306° сх. д.
ТЕЦ Щецин (EcoGenerator) — теплоелектроцентраль на північному заході Польщі в місті Щецин.
У 2017-му в Щецині на острові Грабовський запустили сміттєспалювальний завод EcoGenerator, розрахований на переробку 150 тисяч тонн побутових відходів на рік.
Придатна до спалювання частина відходів утилізується у двох котлах, котрі живлять одну парову турбіну виробництва брненського заводу Ekol типу T15,1-3,9/0,138-0,05 потужністю 15,4 МВт. Проєктний річний виробіток електроенергії становить 82 млн кВт·год.